# معسكر الإعتقال سيرتوخيمبوس
معسكر الإعتقال سيرتوخيمبوس (بالهولندية: Kamp Vught)‏ نطق هولندي: [kɑmp ˈfɵxt]،  (بالألمانية: Konzentrationslager Herzogenbusch)‏ [kɔntsɛntʁaˈtsi̯oːnsˌlaːɡɐ hɛʁtsoːɡənˈbʊʃ] ) كان معسكر اعتقال نازي يقع في فوخت بالقرب من بلدة سيرتوخيمبوس، هولندا. كانت سيرتوخيمبوس مع ناتزويلر-ستروتهوف في فرنسا المحتلة، معسكر الاعتقال الوحيد الذي تديره قوات الأمن الخاصة مباشرة في أوروبا الغربية خارج ألمانيا. تم استخدام المخيم لأول مرة في عام 1943 واحتجز 31000 سجين. توفي 749 سجينًا في المعسكر، وتم نقل الآخرين إلى معسكرات أخرى قبل وقت قصير من تحرير القوات المتحالفة للمخيم في عام 1944. بعد الحرب، تم استخدام المخيم كسجن للألمان والمتعاونين الهولنديين. يوجد اليوم مركز للزوار مع معارض ونصب تذكاري وطني " Nationaal Monument Kamp Vught [الإنجليزية] "تذكر المخيم وضحاياه. المخيم الآن متحف.

## التاريخ
خلال الحرب العالمية الثانية، احتلت ألمانيا النازية هولندا (1940-1945). في عام 1942، قام النازيون بنقل سجناء يهود وسجناء آخرين من هولندا عبر معسكري العبور امرسفورت وويستربورك إلى محتشد اعتقال أوشفيتز، باستثناء 850 سجينًا تم إرسالهم إلى محتشد ماوتهاوزن.  عندما بدت آمرسفورت وويستربورك أصغر من أن تتعامل مع العدد الكبير من السجناء، قررت شوتزشتافل (SS) بناء معسكر اعتقال في فوخت بالقرب من بلدة سيرتوخيمبوس.
بدأ بناء المعسكر في هيرتسوجنبوش، وهو الاسم الألماني لسيرتوخيمبوس، في عام 1942. تم تصميم المعسكر على غرار معسكرات الاعتقال في ألمانيا. كان على السجناء الأوائل الذين وصلوا في عام 1943 إنهاء بناء المعسكر. تم استخدامه من يناير 1943 حتى سبتمبر 1944. خلال هذه الفترة، احتجزت ما يقرب من 31000 سجين: اليهود والسجناء السياسيون ومقاتلو المقاومة والغجر وشهود يهوه والمثليون ومشردون وتجار السوق السوداء والمجرمون والرهائن .

### يوميات ديفيد كوكر
عاش طالب يهودي، ديفيد كوكر (1921-1945)، مع عائلته في أمستردام حتى تم القبض عليه ليلة 11 فبراير 1943 ونقله إلى معسكر فوخت. خلال فترة اعتقاله، كتب مذكرات تم تهريبها خارج المخيم إلى أجزاء. لقد اكتملت الآن وحفظتها. يسجل الأحداث من 11 فبراير 1943 حتى 8 فبراير 1944. كتب ديفيد قصائد في مذكراته وعلم الأطفال اليهود في المعسكر.

 في 2 يونيو 1944، تم نقله هو وعائلته بالقطار إلى أوشفيتز بيركيناو. حصل ديفيد على فرصة لرمي رسالة من القطار. تم نقل الأسرة لاحقًا إلى مخيم جروس روزن ( Langenbielau ). 

: Lieve vrienden, we zijn nu dicht bij de grens. Het is wel teleurstellend, maar we waren erop voorbereid en zijn vol vertrouwen. Ik denk veel aan jullie. ... Ik heb alle brieven en foto's bij me. M'n liefste bezit. Wanneer zien we elkaar weer? Dat zal nu wel lang duren. Maar erdoor komen we. ... Heel veel liefs jongens, bedankt voor alles. Tot ziens.
: أصدقائي الأعزاء، نحن الآن قريبون من الحدود. إنه أمر مخيب للآمال، لكننا كنا مستعدين ومليئين بالإيمان. انا افكر كثيرا بك ... لدي أغلى ممتلكاتي معي: رسائلي وصوري. متى سنرى بعضنا البعض مرة أخرى؟ سيستغرق ذلك وقت طويل. لكننا سنبقى. ... الكثير من الحب للجميع، شكرا لكل شيء. وداعا.

 نجت والدة ديفيد وأخيه ماكس من الحرب، لكن ديفيد مات أثناء نقل المرضى إلى داكاو في عام 1945.

### يوميات هيلجا دين
هيلغا دين ( شتشين، ألمانيا، 6 أبريل 1925 - سوبيبور، 16 يوليو 1943) كانت مؤلفة مذكرات، تم اكتشافها في عام 2004، والتي وصفت إقامتها في معسكر اعتقال Herzogenbusch في فوخت، حيث تم أخذها خلال الحرب العالمية الثانية في سن 18.
بعد دخول مذكراتها الأخيرة، في أوائل يوليو 1943، تم ترحيل هيلجا دين إلى معسكر إبادة سوبيبور وقتل. كانت تبلغ من العمر 18 عامًا.

## القادة

### هانز هوتيغ
كان القائد الأخير للمعسكر هو هانز هوتيج البالغ من العمر 50 عامًا. انضم إلى SS في عام 1932 كمتطوع غير مدفوع الأجر، والحزب النازي بعد ذلك بوقت قصير.  في عام 1944 أشرف على إخلاء وإغلاق المعسكر. 